# Lengefeld
Lengefeld  è una frazione della città di Pockau-Lengefeld situata nel circondario dei Monti Metalliferi in Sassonia, Germania.

## Storia
Il 1º gennaio 1999 alla città di Lengefeld vennero aggregati i comuni di Lippersdorf, Reifland e Wünschendorf.
Il 1º gennaio 2013 la città di Lengefeld venne fusa con il comune di Pockau, formando la nuova città di Pockau-Lengefeld.

## Amministrazione

### Gemellaggi
- Ilshofen, Germania
- Osek, Repubblica Ceca